# Wappen von Ueckermünde
Die Wappen von Ueckermünde ist eine  barrierefreie Segelyacht, die dem Zentrum für Erlebnispädagogik und Umweltbildung in Ueckermünde angegliedert ist.

## Geschichte
Der stählerne Rumpf des Schiffes wurde bei einer Stettiner Werft von einem Berliner Reeder in Auftrag gegeben, der ein Charterschiff bauen lassen wollte. Nach dessen Insolvenz übernahm der Verein zur Förderung des ersten behinderten- und rollstuhlfahrergerechten Großseglers in Deutschland e.V. den Rumpf. Die Stadt Ueckermünde, in der der Verein seinen Sitz hat, stellte ca. 70 000 Euro zur Verfügung; der Rest der Kosten in einer Gesamthöhe von über 500 000 Euro kam durch Spenden und Unterstützung des europäischen Arbeitsmarkt- und Strukturentwicklungsprogramms Leader zusammen. Bis 2006 wurde das Schiff an Land in Ueckermünde aufgebaut. Nachdem es zu Wasser gelassen worden war, wurde im Februar 2007 die Takelage ergänzt. Am 5. Mai 2007 wurde das Schiff in Anwesenheit des Bundespräsidenten getauft; Taufpatin war dessen Frau Eva Luise Köhler. Im Sommer 2007 fanden die ersten Törns auf der Ostsee statt.
Seitdem ist die Wappen von Ueckermünde von Mai bis Oktober auf den Boddengewässern und der Ostsee unterwegs. Auch Segelveranstaltungen wie die Hansesail in Rostock wurden schon besucht.

## Ausrüstung
Zur Ausrüstung gehören u. a. ein Magnet- und Fluxgatekompass, zwei voneinander unabhängige Kartenplotter, Radar, ein automatisches Schiffsidentifizierungssystem, Echolot, Log, ein Lot, Rettungswesten und zwei Rettungsinseln.
Die Spreizgaffelketsch bietet Platz für insgesamt bis zu zwölf Personen, darunter maximal vier Rollstuhlfahrer. Sie ist aus Sicherheitsgründen mit einer besonders hohen Reling und mit zahlreichen Laschungspunkten ausgestattet. Das Großsegel und das Besansegel werden ohne Baum gefahren, was die Wendemanöver ungefährlicher machen und eine Bergung des Segels auch vom Rollstuhl aus möglich machen soll. Seit 2012 gibt es einen ausrollbaren Landgang an Bord, der sich den stark variierenden Höhenunterschieden von Schiffsdeck und Pierkante anpasst.
Unter Deck gelangt man ggf. mittels zweier Treppenlifte; die beiden Sanitärkabinen, jeweils mit Dusche und Toilette, sind barrierefrei angelegt, der Innenfahrstand ist behindertengerecht gestaltet und alle Tische unterfahrbar. Der Kompass hat eine elektronische Sprachausgabe. Die Kombüse ist für Selbstversorger ausgelegt.
Rollstuhlfahrer sind während des Aufenthalts an Bord verpflichtet, die bordeigenen Rollstühle zu benutzen, die mit einer Auftriebsausrüstung ausgestattet sind, und einen Rettungstragetuchsitz anzulegen, der im Ernstfall einen leichteren Transport bzw. eine Bergung ermöglichen soll.

## Auszeichnung
Das Projekt Rollisegler, das den Bau des Schiffes unterstützt hat, wurde im Rahmen der Initiative Deutschland – Land der Ideen bzw. deren Aktion 365 Orte im Land der Ideen als Ausgewählter Ort 2007 ausgezeichnet. Der Preis wurde am 17. August 2007 überreicht.
Des Weiteren wurde dem Segler 2008 das Zertifikat „Qualitätsmanagement barrierefreier Tourismus“ vom Tourismusverband Mecklenburg-Vorpommern verliehen. Weiterhin wurde der Förderverein als „Verein des Jahres“ vom ostdeutschen Sparkassenverband ausgezeichnet.